# De gewelven van Yoh-Vombis
De gewelven van Yoh-Vombis is een fantasyverhalenbundel uit 1975 van de Amerikaanse schrijver Clark Ashton Smith.

## Korte verhalen
1. De doolhof van Maal Dweb (The Maze of Maal Dweb, 1938)
2. De gewelven van Yoh-Vombis (The Vaults of Yoh-Vombis, 1932)
3. De heiligheid van Azédarac (The Holiness of Azédarac, 1933)
4. De laatste bezwering (The Last Incantation, 1930)
5. Het licht op de heuvel (The Light from Beyond, 1933)
6. De reis van koning Euvoran (The Voyage of King Euvoran, 1933)
7. Het testament van Anthammaus (The Testament of Anthammaus, 1932)
8. De verschrikking van Venus (The Immeasurable Horror, 1931)
9. De wortel van Ampoi (The Root of Ampoi, 1949)
10. Xeethra (Xeethra, 1934)
11. De zeven betoveringen (The Seven Geases, 1934)
12. Het zwarte afgodsbeeld (The Dark Eidolon, 1934)